# Le Théâtre de Neptune
Pour les articles homonymes, voir Neptune.

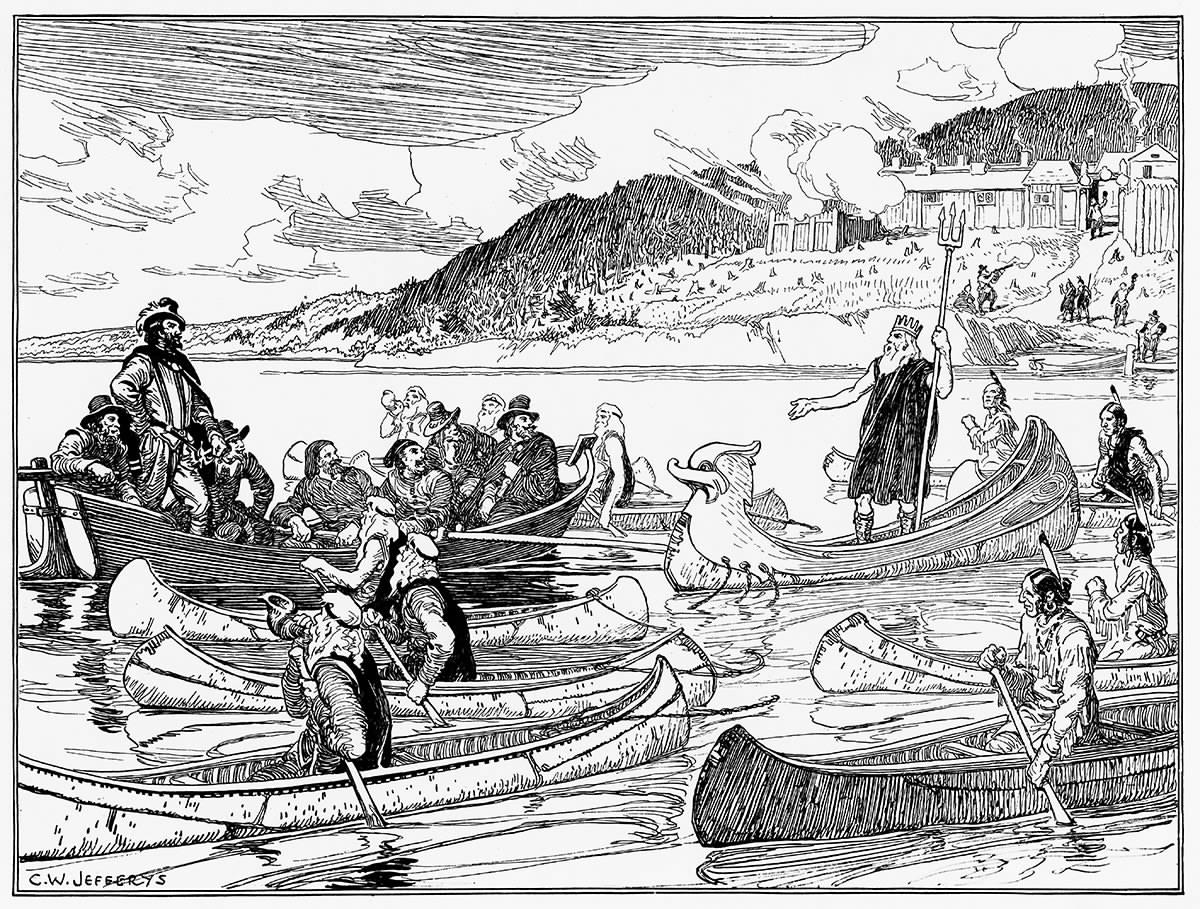
Présentation du Théâtre de Neptune dans le bassin de Port-Royal face à l'habitation de Port-Royal. Dessin de Charles William Jefferys.

Le Théâtre de Neptune en la Nouvelle-France, communément appelé Le Théâtre de Neptune, est une pièce de théâtre écrite par Marc Lescarbot en 1606 à Port-Royal, en Acadie. Elle a la distinction d'être la première pièce produite en Nouvelle-France et probablement la première en Amérique du Nord.

## Historique

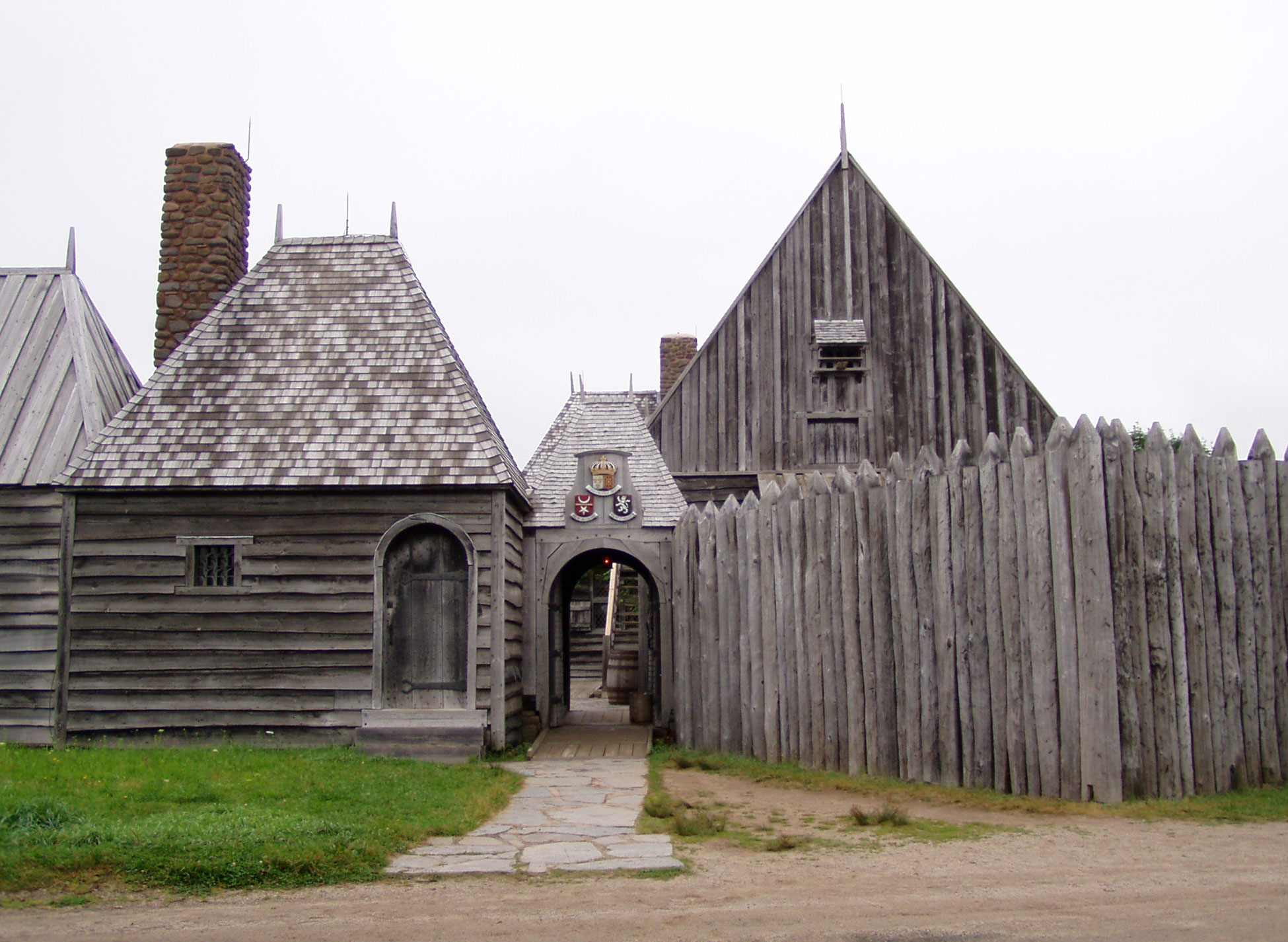
L'Habitation de Port-Royal.

La pièce fut présentée pour la première fois le 14 novembre 1606, dans le bassin d'Annapolis face à l'Habitation de Port-Royal. Elle évoque le retour de Samuel de Champlain et de Jean de Poutrincourt d'un voyage d'exploration vers le cap Cod. 
C'est la première pièce de théâtre créée par des Européens en Nouvelle-France et possiblement la première en Amérique du Nord. Il faut attendre 1640 avant qu'une autre pièce soit produite en Nouvelle-France. L'activité théâtrale ne reprendra en Acadie qu'en 1864, avec la fondation du Collège Saint-Joseph de Memramcook. Finalement, Le Théâtre de Neptune peut être considéré comme une comédie musicale, la première produite en Amérique du Nord avant le développement de ce genre au XIXe siècle.
La musique n'a en fait pas survécu et l'identité de son auteur demeure incertaine. Selon Marius Barbeau, il est possible que Lescarbot ait emprunté la mélodie de la chanson folklorique française La Petite Galiotte de France tandis que Willy Amtmann suggère que Lescarbot lui-même aurait pu composer la mélodie.
En 1609, de retour à Paris, Lescarbot publia le texte dans Les Muses de la Nouvelle-France. La pièce fut traduite en anglais en 1927 par l'américain H.T. Richardson, sous le titre The Theatre of Neptune in New France. Une adaptation anglaise par R. Keith Hicks, avec musique de Healey Willan, fut présentée le 6 mai 1954 à l'Art and Letters Club de Toronto. En 2006, à l'occasion du 400e anniversaire de la pièce, la maison d'édition Talon Books publia une édition commémorative du texte original, avec traduction anglaise. Une représentation projetée pour la même année avait été annulée à cause des idées impérialistes exprimées dans la pièce. La représentation eut finalement lieu à l'Habitation de Port-Royal le 12 novembre 2006, devant une assistance de 60 personnes. La seule différence avec la production originale réside dans le fait que la représentation eut lieu sur la terre ferme et non dans l'eau.
Une troupe de théâtre haligonienne porte le nom de Neptune Theatre.

## Présentation générale
Le personnage principal est le dieu Neptune, sur sa barque, accompagnée de six Tritons et de plusieurs Micmacs.